# هل این ا سل (۲۰۱۳)
هل این ا سل یا جهنم در قفس (به انگلیسی: Hell in a Cell) یک رویداد غیر رایگان (Pay-Per-View) در کشتی حرفه‌ای است که توسط کمپانی دبلیو دبلیو ای تهیه می‌شود و در این دوره حامی مالی آن WWE 2K14 بود و در ۲۷ اکتبر ۲۰۱۳ در مجموعه ورزشی امریکن ایرلاینز آرینا در میامی، فلوریدا برگزار شد. این پنجمین هل این ا سل سالانه بود.

## زمینه‌سازی
هل این ا سل شامل مسابقاتی بین دشمنی‌های موجود، ماجراهای پیش آمده و استوری‌هایی خواهد بود که پیش از این در برنامه‌های راو یا اسمک داون پخش شده بود. کشتی‌گیرها با توجه به مسابقات یا سری اتفاقاتی که برایشان رخ می‌دهد و تنش را به حد اکثر می‌رساند، نقش منفی یا قهرمان به خود می‌گیرند.
دشمنی اصلی پیش روی هل این ا سل بین دنیل براین و رندی اورتِن بر سر کمربند بی صاحب دبلیودبلیوئی است. بر این بعد از پیروزی بر جان سینا در سامر اسلم (۲۰۱۳) و بدست آوردن کمربند دبلیودبلیوئی در آگوست، مورد خیانت داور ویژه مسابقه تریپل اچ قرار گرفت که باعث شد اورتن چمدان قرارداد مانی این دِ بنک خود را نقد (کَش) کرده و قهرمان شود. بر این در مسابقه مجدد خود در سپتامبر با اورتن که در شب قهرمانان (۲۰۱۳) برگزار شد، او را شکست داد تا دوباره به قهرمانی برسد اما اینبار هم اسکات آرمسترانگ داور مسابقه با شمارش سریع خود پیروزی بر این را بحث‌برانگیز کرد. این اتفاق باعث اخراج آرمسترانگ و برکناری بر این از قهرمانی کمربند دبلیودبلیوئی در راو شب بعد توسط تریپل اچ شد. سپس در ۶ اکتبر، بر این و اورتن در رزمگاه برای کمربند بی صاحب دبلیودبلیوئی مقابل هم قرار گرفتند که این مسابقه هم بعد از دخالت بیگ شو و حمله او به اورتن و بر این و داوران (که یکی از آن‌ها آرمسترانگ تازه بازگشته بود) بدون برنده پایان یافت. شب بعد در راو، جنرال منیجر برَد مَداکس اعلام کرد که رندی اورتِن در هِل این اِ سل بار دیگر اینبار در یک مسابقه هِل این اِ سل به مصاف دنیل بر این برود و این مسابقه یک داور ویژه (افتخاری) هم خواهد داشت. هواداران دبلیودبلیوئی این حق را داشتند که بین بوکر تی، باب بکلاند و شان مایکلز یک نفر را به‌عنوان داور انتخاب کنند. مایکلز اکثریت آرا را بدست آورد.
با توجه به اینکه راب ون دم از رقابت برای کمربند سنگین وزن خارج شد، دل ریو سعی کرد جنرال منیجر اسمک داون یعنی ویکی گِرِرو را وادار کند که او را به‌عنوان چهره و اعتبار(Face) جدید دبلیودبلیوئی معرفی کند؛ به این دلیل که او در حال حاضر تنها قهرمان مهم فعال در دبلیودبلیوئی است و رقیب جدیدی پیش روی خود نمی‌بیند (و کمربند دبلیودبلیوئی هم بی صاحب است). بعدتر در همان شب، دل ریو برای مسابقه‌ای با ریکاردو رودریگز راهی رینگ شد. ویکی گررو سپس اعلام کرد که دل ریو باید در هل این ا سل از کمربندش در مقابل جان سینا دفاع کند-که بعلت آسیب دیدگی در آرنجش از سامر اسلم (۲۰۱۳) تاکنون دور از مسابقات بوده‌است.
دیگر دشمنی مهم بین سی ام پانک و پُل هیمن و موکلان اوست که به "آدمهای هیمن(به انگلیسی: Paul Heyman Guys)" معروفند. در PPV مانی این دِ بنک در ژوئیه، هیمن درحالیکه هنوز وانمود به حمایت از پانک می‌کرد، ناگهان به او خیانت کرد و باعث ناکامی او در بدست آوردن چمدان و شانس قهرمانی دبلیودبلیوئی شد. این اتفاق خیلی زود باعث دشمنی بین پانک و هیمن شد و موکل او یعنی براک لزنر را وارد نزاع کرد؛ پانک و لزنر در یک مسابقه بدون سلب صلاحیت(No Disqualification) در سامراسلم به مصاف هم رفتند که لزنر با کمک هیمن پیروز مسابقه شد. ماه بعد در شب قهرمانان، در یک مسابقه بدون سلب صلاحیت نابودی با آوانس دو به تک، پانک مقابل هیمن و کورتیس اکسل قرار گرفت؛ پانک قبل از کتک زدن خود هیمن کورتیس اکسل را شکست داد (که موکل دیگر هیمن بود). با این حال، رایبک ناگهان به او حمله‌ور شد و او را در میز کوبید و هیمن را روی او انداخت تا هیمن برنده مسابقه شود. رایبک که حالا جدیدترین "آدم پُل هیمن" شده بود در رزمگاه با پانک مسابقه داد؛ ولی وقتی داور پشتش به او و پانک بود و صحنه را ندید پانک با یک ضربه به قسمت‌های ممنوع(به انگلیسی: Low Blow) او را نقش بر زمین کرده و سپس او را پین کرد و برنده مسابقه شد. این باخت باعث خشم رایبک و هیمن شد و بدین ترتیب WWE.Com در ۹ اکتبر به‌طور رسمی اعلام کرد که رایبک در مسابقه‌ای مجدد در هِل این اِ سل مقابل پانک قرار می‌گیرد. در راو ۱۴ اکتبر، هیمن سعی کرد مداکس را قانع کند که مسابقه را به یک مسابقه دو به تک با آوانس تبدیل کند به این صورت که رایبک و کورتیس اکسل دو نفری مقابل پانک قرار بگیرند؛ اما به جای این کار، مداکس یک مسابقه "beat the clock" در آن قسمت راو قرار داد تا از بین رایبک و پانک، هرکدام در زمان کوتاهتری مقابل رقیبش (که به ترتیب آر-تروث و اکسل بودند) پیروز شود او حق انتخاب نوع مسابقه در هل این ا سل را خواهد داشت. اگرچه رایبک آر-تروث را در مدت زمان ۵:۴۴ شکست داد، ولی پانک اکسل را ۱۱ ثانیه زودتر بُرد و بنابراین پانک کار را زودتر انجام داد. بخاطر این پیروزی، پانک خودش هیمن را به‌عنوان یار رایبک انتخاب کرد تا در یک مسابقه هل این ا سل در PPV هل این ا سل مقابل او قرار بگیرند.
در شب قهرمانان، ای جی لی با تسلیم کردن ناتالیا، او را به همراه بری بِلا و نائومی شکست داد تا کمربند خود را حفظ کند. در رزمگاه بری بِلا فرصتی دوباره برای مسابقه با ای جی پیدا کرد ولی بعد از اینکه تأمینا اسنوکا به خواهر او نیکی حمله کرد، بری حواسش از مسابقه پرت شد و ای جی او را شکست داد. در قسمت ۱۸ اکتبر اسمک داون بِری در یک مسابقه بدون عنوان، ای جی را شکست داد. هفته بعد در قسمت ۲۱ اکتبر راو، بِری در یک مسابقه تگ تیم ای جی را پین کرد تا فرصتی مجدد برای رقابت بر سر کمربند قهرمانی دیواز در هِل این اِ سِل بیابد.
در قسمت ۱۴ اکتبر راو، گُلداست و کودی رودز دو عضو گروه شیلد یعنی سث رالینز و رومن رینز را شکست داده و قهرمان کمربند تگ تیم شدند. هفته بعد رالینز و رینز مقابل یوسوس قرار گرفتند (که رقیبان اصلی پیشین بودند) تا رقبای اصلی گلداست و کودی مشخص شود اما بعد از اینکه دین امبروز برادران رودز را مسخره کرد آن‌ها در بازی مداخله کرده و بدین ترتیب بازی بدون برنده خاتمه یافت. سپس تریپل اچ تصمیم گرفت که بین این سه گروه در هِل این اِ سِل یک مسابقه تگ تیمِ تریپل ترِت(به انگلیسی: Triple Threat tag team match) برگزار شود.
قرار شد تا در مسابقه آغازین هم کورتیس اکسل برای دفاع از کمربند قهرمانی بین قاره‌ای خود برابر بیگ ای لنگستن قرار گیرد. در قسمت ۱۸اکتبر اسمکدان، بیگ ای لنگستن در مسابقه‌ای معمولی به مصاف سی ام پانک رفت که از او شکست خورد. پُل هیمن لنگستن را "تازه‌کار بدردنخور" خواند و وقتی لنگستن از پانک در مقابل حمله رایبک و اکسل دفاع کرد به Face ماجرا تبدیل شد. در قسمت ۲۱اکتبر راو، لنگستن در مصاحبه رایبک و اکسل و پُل هیمن دخالت کرد و اکسل را به مبارزه در همان شب دعوت کرد که او آن را پذیرفت. قبل از آغاز رسمی مسابقه رایبک و اکسل بر سر او ریختند که بعد از راندن آن‌ها هیمن با یک کِندو استیک به طرف لنگستن آمد ولی پانک به کمک او آمد و سپس در یک مسابقه تگ تیم، لنگستن و پانک آدمهای هیمن را شکست دادند. پس از این پیروزی، بیگ ای لنگستن فرصت خود را برای رقابت با اکسل بر سر کمربند قهرمانی بین قاره‌ای بدست آورد. در ۲۷اکتبر، این مسابقه به علت آسیب دیدگی که برای اکسل از ناحیه ران پیش آمد لغو شد و در صفحه توییتر دبلیودبلیوای اعلام شد که به جای آن، مسابقه آغازین این دوره، بین دیمین سنداو و کوفی کینگستون برگزار می‌شود.
در مسابقه آغازین، بیگ ای، دین امبروز را به مبارزه بر سر کمربند ایالات متحده دعوت کرد که او هم پذیرفت.
انجام مسابقه دیگری هم در PPV تأیید شد که در آن لُس ماتادورِس (دیِگو و فرناندو) مقابل آمریکاییان حقیقی(جک سوئگر و آنتونیو سزارو) بروند.

## شرح مسابقات و رویدادها

### شرح مسابقات
مسابقه آغازین یک مسابقه تک به تک بین دیمین سنداو و کوفی کینگستون بود که حدود ۷ دقیقه طول کشید و به نفع دمین سانداو پایان یافت.
مسابقه دوم، یک مسابقه متشکل از ۳ تیم سر کمربندهای تگ تیم بین تیم برادران رودز (گولداست و کودی رودز)(صاحبان کمربندان تگ تیم) و تیم برادران اوسو (جیمی و جی) و دو عضو گروه شیلد (ست رالنز و رومن رینز) بود که حدود ۱۵ دقیقه طول کشید. کودی رودز با انجام حرکت Cross Rhodes روی ست رالنز توانست مسابقه را به نفع تیم خود به اتمام برساند و آن‌ها از عناوین خود دفاع کردند.

### بازگشت کین
مدتی قبل از این پی پر ویو، تیم خانوادهٔ وایت (بری وایت، لوک هارپر و اریک روون) با میز درگیری پیدا کرده بودند. در این پی پر ویو زمانی که هر دوی آن‌ها در رینگ حضور داشتند و ناگهان کین وارد شد. کین در پی پر ویو سامر اسلم یک مسابقهٔ رینگ آتش (که مسابقه مخصوص او بود) را به بری وایت (رهبر گروه خانوادهٔ وایت) باخته بود و بعد از مسابقه توسط آن‌ها مصدوم شده بود تا این که در این جا بازگشت و به خانوادهٔ وایت حمله کرد و آن‌ها را بیرون رینگ انداخت اما درحالی که هیچ کس انتظار نداشت، به میز حمله‌ور شد و حرکت پایانی خود یعنی Chokeslam را روی میز انجام داد.

### شرح ادامه مسابقات
دین امبروز (یک عضو گروه شیلد و صاحب کمربند US) در مقابل بیگ ای لنگستون: لنگستون به وسیله countout پیروز شد در نتیجه امبروز صاحب کمربند باقی ماند اما مدتی بعد از مسابقه بیگ ای لنگستون حرکت Big Ending را روی دین امبروز انجام داد. این مسابقه حدود ۹ دقیقه طول کشید.
مسابقه جهنم درون یک قفس نابرابر ۲ بر ۱ بین سی ام پانک مقابل رایبک و پُل هیمن: سی ام پانک با انجام حرکت GTS توانست پیروز شود و بعد از مسابقه روی پول هیمن که از همان ابتدا به بالای قفس رفته بود، روی سقف قفس یک GTS انجام داد. این مسابقه حدود ۱۴ دقیقه به طول انجامید.
تیم لوس ماتادورِس (Diego و Fernando) (همراه با El Torito) در یک مسابقه تگ تیم که حدود ۶ دقیقه طول کشید توانستند تیم آمریکائیان اصیل (جک سوئگر و آنتونیو سزارو) (همراه با زب کولتر) را شکست دهند.
جان سینا در مقابل آلبرتو دل ریو (صاحب کمربند قهرمانی سنگین وزن): سینا (که هنوز هم دستش آسیب دیده بود) به مسابقات بازگشت و مقابل دل ریو قرار گرفت و با انجام حرکت Attitude Adjustment توانست آلبرتو دل ریو را شکست دهد و برای سومین بار قهرمان این کمربند شد. (در این مسابقه او چهاردهمین عنوان قهرمان جهانی اش را به دست‌آورد). این مسابقه حدود ۱۵ دقیقه طول کشید.

### شرح مهم‌ترین مسابقه
رندی اورتون در مقابل دنیل براین در یک مسابقه جهنم درون یک قفس سر کمربند بدون صاحبِ WWE به همراه شان مایکلز به عنوان داور مخصوص: در اواخر مسابقه تریپل اچ وارد قفس شد اما از بر این حرکت Busaiku Knee را دریافت کرد و نقش بر زمین شد، شان مایکلز هم به خاطر این کار او حرکت Sweet Chin Music را روی دنیل بر این انجام داد و رندی اورتون با پین کردن او توانست قهرمان جدید این کمربند بشود. این مسابقه حدود ۲۲ دقیقه طول کشید.

## نتایج
| شماره                                 | مسابقات | نوع مسابقه                                                                                       | مدت زمان |
| ------------------------------------- | --- | ------------------------------------------------------------------------------------------------ | -------- |
| مسابقه آغازین هِل این اِ سِل (پیش نمایش) | دیمین سنداو پیروز مقابل کوفی کینگستون                                                                                              | مسابقه تک نفره                                                                                   | ۷:۰۲     |
| ۱                                     | گُلداست و کودی رودز (قهرمانان کنونی) مقابل گروه شیلد (رومن رینز و سث رالینز) مقابل دِ اوسوز (جیمی و جی اوسو)                         | مسابقه تگ تیم تریپل ترِت برای کمربندهای قهرمانی تگ تیم                                            | ۱۴:۳۸    |
| ۲                                     | فاندانگو و سامِر رِی پیروز مقابل گریت کالی و ناتالیا (با همراهی هُرن سواگِل)                                                           | مسابقه تگ تیم میکس                                                                               | ۴:۳۹     |
| ۳                                     | بیگ ای لَنگستِن پیروز مقابل دین امبروز با شمارش معکوس                                                                                | مسابقه تک نفره برای کمربند قهرمانی ایالات متحده                                                  | ۸:۴۳     |
| ۴                                     | سی ام پانک پیروز مقابل رایبک و پُل هیمن                                                                                             | مسابقه هِل این اِ سِل با آوانس (دو به تک)                                                           | ۱۳:۴۸    |
| ۵                                     | لُس ماتادورِس پیروز مقابل (دیِگو و فرناندو)(با همراهی اِل توریتو) مقابل آمریکاییان حقیقی(جک سوئگر و آنتونیو سزارو)(با همراهی زِب کولتر) | مسابقه تگ تیم                                                                                    | ۵:۳۴     |
| ۶                                     | جان سینا پیروز مقابل آلبرتو دل ریو                                                                                                 | مسابقه تک نفره برای کمربند قهرمانی سنگین وزن جهان                                                | ۱۵:۰۴    |
| ۷                                     | ای جی لی (قهرمان کنونی) (با همراهی تأمینا اسنوکا) مقابل بری بِلا (با همراهی نیکی بِلا) با تسلیم                                      | مسابقه تک نفره برای کمربند قهرمانی دیواز                                                         | ۴:۴۷     |
| ۸                                     | رندی اورتِن پیروز مقابل دنیل براین                                                                                                  | مسابقه هِل این اِ سِل برای کمربند قهرمانی بی صاحب دبلیودبلیوای با حضور شان مایکلز به‌عنوان داور ویژه | ۲۱:۴۴    |

## پسایند
شب بعد در راو، جان سینا مشغول صحبت با هوادارانش راجع به بازگشت خود و اتفاقات خوبی که خواهد افتاد بود که دیمین سنداو وارد شد و چمدان مانی این دِ بنک خود را بر سر کمربند سینا نقد (کَش) کرد که ناموفق بود. بعدتر در همان شب، آلبرتو دِلریو اعلام کرد که بر طبق قراردادش هنوز شانس مسابقه مجدد با سینا را دارد و اینبار حتماً آرنج آسیب دیده سینا را خواهد شکست.
سی ام پانک هم بعد از شکست دادن رایبک در هِل این اِ سِل و ضرب و شتم پُل هیمن با کِندو استیک و در نهایت زدن جی تی اِس به او در بالای قفس، قرار شد تا در راو بعد از این PPV، در یک مسابقه خیابانی یا استریت فایت مجدداً به مصاف رایبک برود. پانک این مسابقه را هم بُرد. هنگامی که پانک در حال شادی بخاطر پیروزیهایش بود ناگهان خانواده وایِت وارد شدند و سپس بری وایت حرکت تمام‌کننده یا فینیشِر خود را بر روی پانک اجرا کرد و گفت شیطان او را به این کار واداشته‌است.
بعد از اینکه‌شان مایکلز با زدن یک سوپر کیک به دنیل بر این باعث شد رندی اورتن پیروز مسابقه و قهرمان دبلیودبلیوای برای هشتمین بار شود، او در راو شب بعد حضور یافت تا علت ضربه‌ای را که به بر این زد برای هواداران توضیح دهد. مایکلز از بر این دعوت کرد تا در رینگ حضور یابد و سپس به او گفت علت دخالتش حمله بر این به بهترین دوست او یعنی تریپل اِچ بوده‌است. مایکلز از بر این خواست تا با او دست بدهد و او را بخاطر کاری که کرد ببخشد اما بر این این کار را نکرد. بعد از اینکه مایکلز به بر این توهین کرد بر این روی او یس! لاک (به انگلیسی: Yes! Lock) را اجرا کرد. در مصاحبه پشت صحنه هنگامی که بر این دربارهٔ احساسش بخاطر خیانت مایکلز به خودش توضیح می‌داد ناگهان خانواده وایِت به او حمله کردند.
بعدتر در همان شب، رندی اورتِن، تریپل اِچ و استفنی مک‌ماهون جشنی بمناسبت قهرمانی اورتن برگزار کردند. ولی بیگ شو جشن را به هم زد و دربارهٔ شکایتنامه‌ای که علیه کمپانی تنظیم کرده به تریپل اچ گفت.